# Fumetto underground
Con il termine fumetto underground, a cui ci si riferisce anche con il termine inglese Underground comix, si intende un genere di fumetto perlopiù pubblicato da piccoli editori o autoprodotto, che tratta spesso tematiche sociali ed utilizza la satira, con un linguaggio non consueto al fumetto mainstream e l'utilizzo di espliciti riferimenti all'uso di droghe, alla sessualità ed alla violenza, tanto da incorrere non di rado nella censura. Questo genere di fumetti divenne popolare negli Stati Uniti sul finire degli anni '60 ed in Europa negli anni '70.
Robert Crumb, Gilbert Shelton, Barbara "Willy" Mendes, Trina Robbins e numerosi altri disegnatori di fumetti hanno creato titoli underground popolari tra i lettori della scena della controcultura. Il Punk aveva i suoi artisti comici come Gary Panter. Molto tempo dopo il loro periodo di massimo splendore, il fumetto underground divenne famoso con film e programmi televisivi influenzati dal movimento e con i fumetti tradizionali, ma la loro eredità è più evidente nel fumetto alternativo.
In Italia il fumetto underground degli anni '70 si coagulò attorno a riviste come Puzz di Max Capa, Insekten Sekte di Matteo Guarnaccia, Falloǃ di Angelo Quattrocchi, Nuvola Rossa di Jacopo Fo, Nuvola Bianca di Stefano Trentini ad Argenta di Ferrara, e ancora Cannibale di Stefano Tamburini.

## Storia

### Stati Uniti

#### 1967-1972: Origini e primi anni

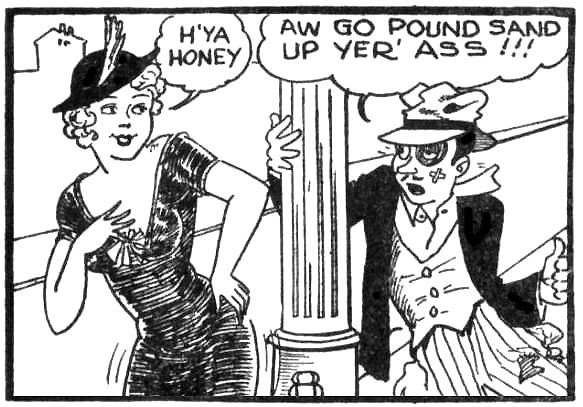
Una parodia di Chris Crusty contenuta in una Bibbia di Tijuana

Tra la fine degli anni '20 e la fine degli anni '40, artisti underground anonimi produssero fumetti pornografici contraffatti con raffigurazioni non autorizzate di personaggi famosi dei fumetti impegnati in attività sessuali. Spesso chiamati Bibbia di Tijuana, questi libri sono considerati i predecessori della scena statunitense del comix underground. I primi comix underground apparvero sporadicamente all'inizio e alla metà degli anni '60, ma non iniziarono a circolare con frequenza fino a dopo il 1967. I primi comix underground erano opere ad uso personale prodotte per gli amici degli artisti, ma anche ristampe delle pagine dei fumetti che comparvero giornali underground.
La scena dei fumetti underground degli Stati Uniti è emersa negli anni '60, concentrandosi su temi cari alla controcultura: uso di droghe ricreative, politica, musica rock e amore libero. Questi titoli sono stati definiti "comix" per differenziarli dalle pubblicazioni tradizionali. La "X" sottolineava anche i contenuti classificati "X-rated". Molti degli aspetti comuni della scena underground comix erano in risposta alle forti restrizioni imposte alle pubblicazioni tradizionali dalla Comics Code Authority, che rifiutava le pubblicazioni con rappresentazioni di violenza, sessualità, uso di droghe e contenuti sociali-politici. La scena underground comix ebbe il suo apice die popolarità negli Stati Uniti tra il 1968 e il 1975, con titoli inizialmente distribuiti principalmente attraverso gli head shop. Gli Underground comix spesso presentavano copertine destinate a fare appello alla cultura della droga e imitava poster ispirati all'LSD. Robert Crumb sostenne in seguito che il fascino dei fumetti underground era la loro mancanza di censura: "La gente dimentica che era di questo che si trattava. Ecco perché l'abbiamo fatto. Non avevamo nessuno in piedi che diceva 'No, non puoi disegna questo' o 'Non puoi mostrarlo'. Avremmo potuto fare quello che ci pareva."

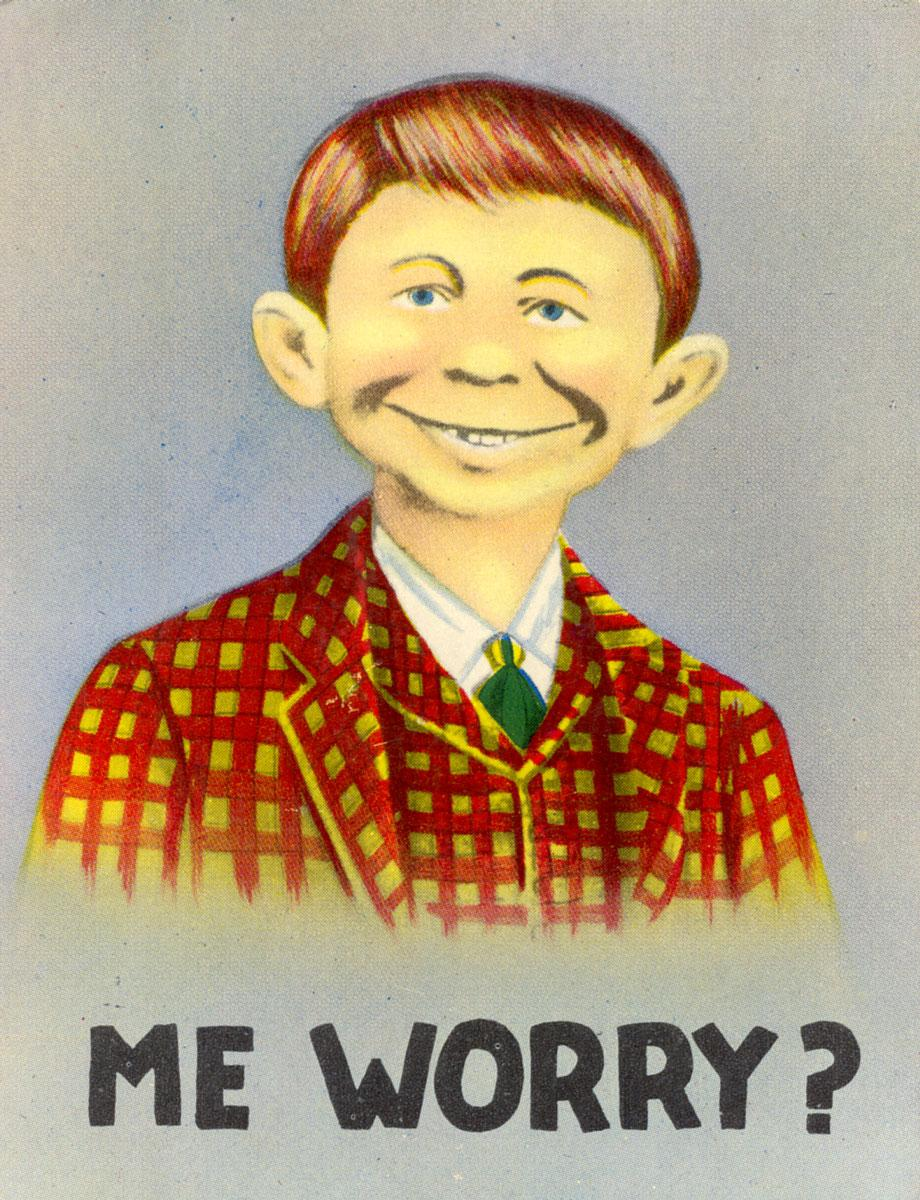
Immagine risalente agli anni '50 del Novecento del ragazzo "Me worry?", precursore di Alfred E. Neuman, mascotte e il personaggio-icona del Mad Magazine

I comix americani furono fortemente influenzati da EC Comics e in particolare dalle riviste curate da Harvey Kurtzman come Mad Magazine. La rivista Help! di Kurtzman presentava le opere di artisti che in seguito sarebbero diventati famosi nella scena del fumetto underground, tra cui Crumb e Shelton. Altri artisti pubblicarono i propri lavori su riviste universitarie prima di farsi conoscere nella scena underground.
Tra i primissimi fumetti underground è da menzionareThe Adventures of Jesus di Frank Stack (che per l'occasione usò lo pseudonimo Foolbert Sturgeon) iniziato nel 1962 e compilato in forma di fanzine su fotocopiata da Gilbert Shelton nel 1964. Da molti è considerato il primo esempio di fumetto underground. Altri fumetti che si contendono il primato sono Wonder Wart-Hog dello stesso Shelton apparve sui numeri 1 e 2 della rivista umoristica del college Bacchanal nel 1962 e God Nose di Jack Jackson, pubblicato in Texas nel 1964. Una guida elenca altri due comix underground di quell'anno, Das Kampf di Vaughn Bodé e Robert Ronnie Branaman di Charles Plymell. Joel Beck ha iniziato a contribuire con un fumetto di una pagina intera ogni settimana al quotidiano underground Berkeley Barb e il suo fumetto integrale Lenny of Laredo fu pubblicato nel 1965.
La Bay Area di San Francisco fu un epicentro del movimento underground comix; Crumb e molti altri fumettisti underground vivevano nel quartiere Haight-Ashbury di San Francisco tra la metà e la fine degli anni '60. I principali editori underground erano tutti di questa zona: Apex Novelties di Don Donahue, la San Francisco Comic Book Company di Gary Arlington e la Rip Off Press erano tutti con sede in città, con la Last Turn di Ron Turner e la Print Mint con sede a Berkeley.
Nel 1968, John Thompson, Joel Beck e Robert Crumb fondarono il quotidiano di fumetti underground Yellow Dog, che durò per 26 numeri, prima come giornale e poi in formato fumetto dal numero 13 in poi. Sempre nel 1968, Crumb pubblicò a San Francisco il suo primo fumetto intitolato Zap Comix. Il titolo ebbe un ottimo successo di vendite, ampliando notevolmente il mercato di fumetti underground. Alla fine degli anni '60, il movimento fu riconosciuto ufficialmente da un importante museo americano quando la Corcoran Gallery of Art organizzò una mostra intitolata The Phonus Balonus Show (20 maggio-15 giugno 1969). Curata da Bhob Stewart per il famoso direttore del museo Walter Hopps, la mostra includeva lavori di Crumb, Shelton, Vaughn Bodé, Kim Deitch, Jay Lynch e altri.

#### 1973-1982: Riconoscimenti e controversie
Il distretti di Mission della città divenne il "quartier generale" del fumetto underground tra il 1972 ed il 1973: Ivi vivevano ed operavano Gary Arlington, Roger Brand, Kim Deitch, Don Donahue, Shary Flenniken, Justin Green, Bill Griffith & Diane Noomin, Rory Hayes, Jay Kinney, Bobby London, Ted Richards, Trina Robbins, Joe Schenkman, Larry Todd, Patricia Moodian ed Art Spiegelman.
Il cinema e la televisione iniziarono a riflettere l'influenza del comix underground negli anni '70, a partire dal lancio dell'adattamento cinematografico di Fritz il gatto di Crumb, il primo film d'animazione a ricevere una valutazione X rated dall'MPAA. Seguirono altri film d'animazione per adulti basati o influenzati dall'underground comix, tra cui Le nove vite di Fritz il gatto e Down and Dirty Duck. L'influenza dell'underground comix è stata anche riconosciuta in film come Il Signore degli Anelli (1978) e Forbidden Zone (1980).
Nel 1972 rimasero solo quattro importanti editori underground: Print Mint, Rip Off Press, Last Gasp e Krupp Comic Works (Kitchen Sink Press). Pubblicazioni tradizionali come Playboy e National Lampoon iniziarono a pubblicare fumetti e opere d'arte simili a quelli del comix underground. Il movimento underground ha anche incitato i fumettisti professionisti più anziani a cimentarsi nella stampa alternativa. Wally Wood pubblicò il suo witzend nel 1966, passando presto il titolo all'artista editore Bill Pearson. Nel 1969, Wood ha creato Heroes, Inc. Presents Cannon, destinato alla distribuzione alle basi delle forze armate. Steve Ditko ha dato pieno sfogo alla sua filosofia ispirata ad Ayn Rand in Mr. A e Avenging World (1973). Flo Steinberg, ex segretaria di Stan Lee alla Marvel Comics, ha pubblicato Big Apple Comix, con il lavoro di artisti che conosceva dalla Marvel.
Chi vedeva negativamente la scena underground comix affermava che queste pubblicazioni erano socialmente irresponsabili e glorificavano la violenza, il sesso e l'uso di droghe. Nel 1973, la Corte Suprema degli Stati Uniti, nella sentenza Miller vs. California, decretò che le comunità locali potevano decidere le proprie norme sul Primo emendamento in materia di oscenità. A metà degli anni '70, la vendita dei gadget utilizzati per il consumo di droga fu messa al bando in molti luoghi e la rete di distribuzione di questi fumetti (e dei giornali underground) si esaurì, lasciando la distribuzione postale come unico punto vendita commerciale per i titoli underground. Mentre tra il 1973 e il 1974 la scena dell'underground comix americano iniziava il suo declino, il fumetto underground britannico ed europeo acquisiva sempre più popolarità, per trovarsi presto ad affrontare lo stesso tipo di critiche.

#### 1982-in poi: Nuovi mercati
Nel 1982 iniziarono a nascere negozi specializzati di underground comix, cambiando radicalmente il sistema di distribuzione.
In risposta ai tentativi degli editori mainstream di aprire ad un target adulto, nacquero ben presto fumetti alternativi, incentrati su molti temi simili al fumetto underground, nonché sulla pubblicazione di lavori più sperimentali. Artisti formalmente inclusi nella scena del fumetto underground hanno iniziato ad essere associati al fumetto alternativo, tra cui Barry, Crumb, Deitch, Griffith e Justin Green. Negli anni '80 divenne importante il fumetto erotico, integrando tematiche sessuali nelle trame piuttosto che utilizzare il sesso esplicito come tattica shock. Una delle prime pubblicazioni con queste caratteristiche è stata Omaha the Cat Dancer, che ha fatto la sua prima apparizione in un numero di fanzine Vootie. Ispirato da Fritz il gatto, Omaha the Cat Dancer trattava di una spogliarellista felina antropomorfa. Altre commedie a tema sessuale includevano Melody, basato sulla storia della vita di Sylvie Rancourt e Cherry, un fumetto con uno stile simile a quello della Archie Comics.

### Regno Unito

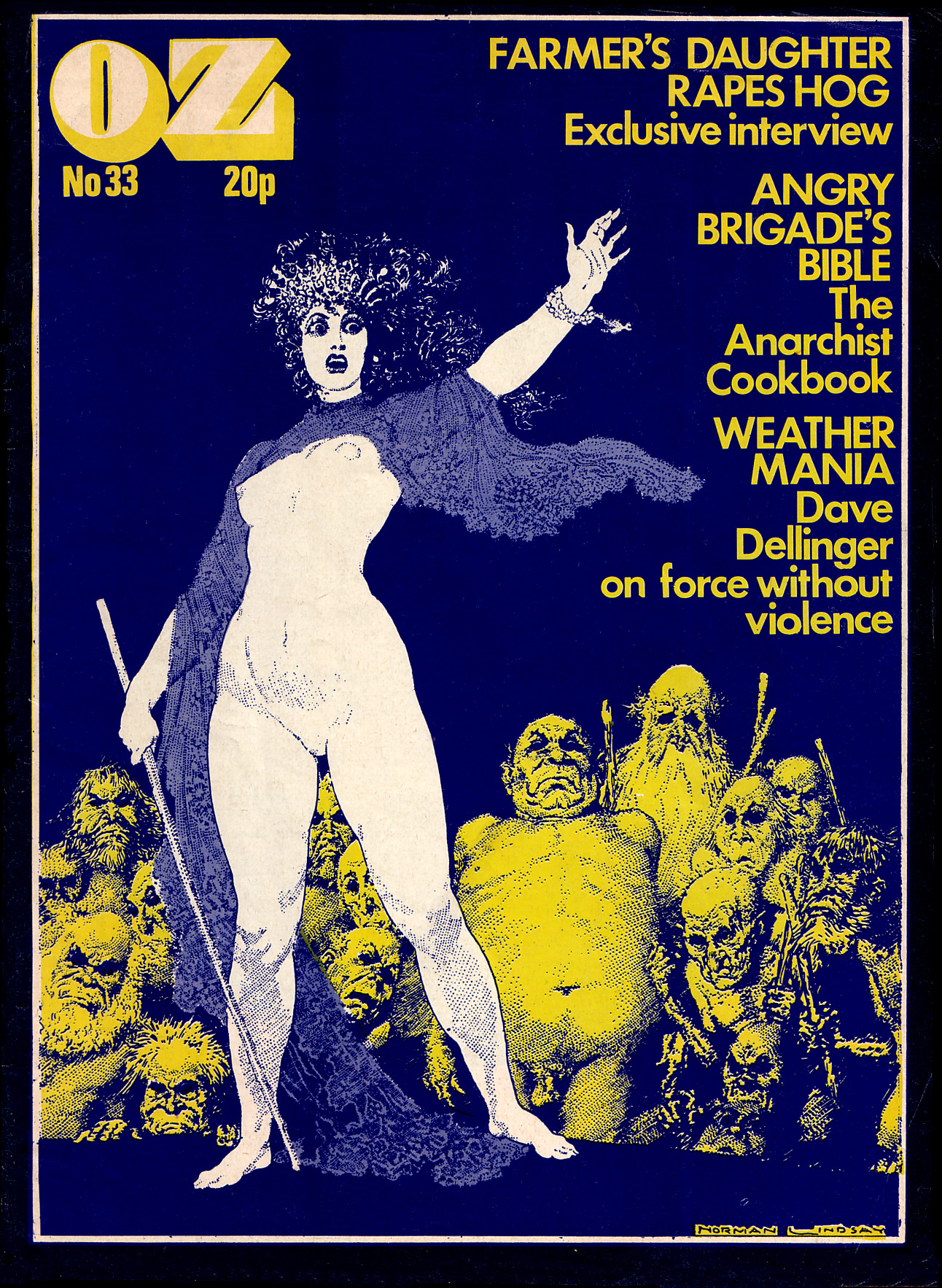
OZ London, No.33, Febbraio 1971; copertina di Norman Lindsay

I fumettisti britannici furono introdotti nelle pubblicazioni underground dell'International Times (IT), fondata nel 1966, e OZ fondata nel 1967, che ristampò del materiale americano. Durante una visita a Londra, Larry Hama cercò materiale originale per l'IT. La prima rivista del Regno Unito è stata Cyclops, iniziata dai membri dello staff dell'IT. Nel tentativo di alleviare i suoi problemi finanziari in corso, l'IT lanciò il Nasty Tales (1971), che fu in seguito perseguito per oscenità. Nonostante siano stati convocati di fronte all'organo di censura Old Bailey dal giudice Alan King-Hamilton, gli editori furono assolti dalla giuria. Sulla scia di questo processo per oscenità, Oz inaugurò cOZmic Comics nel 1972, stampando un mix di nuove strisce underground britanniche, assieme a vecchie opere americane.
Quando Oz chiuse l'anno successivo, il cOZmic fu acquisito dal nascente magnate dei media Felix Dennis e dalla sua compagnia, Cozmic Comics / H. Bunch Associates, pubblicato dal 1972-1975. Tra i fumettisti britannici c'erano Chris Welch, Edward Barker, Michael J. Weller, Malcolm Livingstone, William Rankin (aka Wyndham Raine), Dave Gibbons, Joe Petagno, Bryan Talbot e il team di Martin Sudden, Jay Jeff Jones e Brian Bolland.
Molto popolari tra gli editori erano le ristampe perché gli artisti underground non avevano rivendicazioni di copyright sul loro lavoro. Questo perché il materiale originariamente stampato in pubblicazioni della Underground Press Syndicate era disponibile gratuitamente per la ristampa da parte di altri membri di UPS. Questa autorizzazione è stata sfruttata da alcuni editori underground di fumetti, caricando o riempiendo interamente le proprie riviste di lavori i cui creatori non hanno ricevuto alcun pagamento, neanche quando quegli editori realizzarono un profitto.
Hassle Free Press fu fondata a Londra nel 1975 da Tony e Carol Bennett come casa editrice e distributore di libri e fumetti underground. Ora conosciuta come Knockabout Comics, la compagnia vanta una lunga relazione lavorativa con i pionieri del comix underground Gilbert Shelton e Robert Crumb, così come con creatori britannici come Hunt Emerson e Bryan Talbot. Knockabout ha subito numerose azioni penali da parte delle dogane del Regno Unito, che hanno sequestrato il lavoro di creatori come Crumb e Melinda Gebbie, con l'accusa di oscenità.

### Europa ed Italia

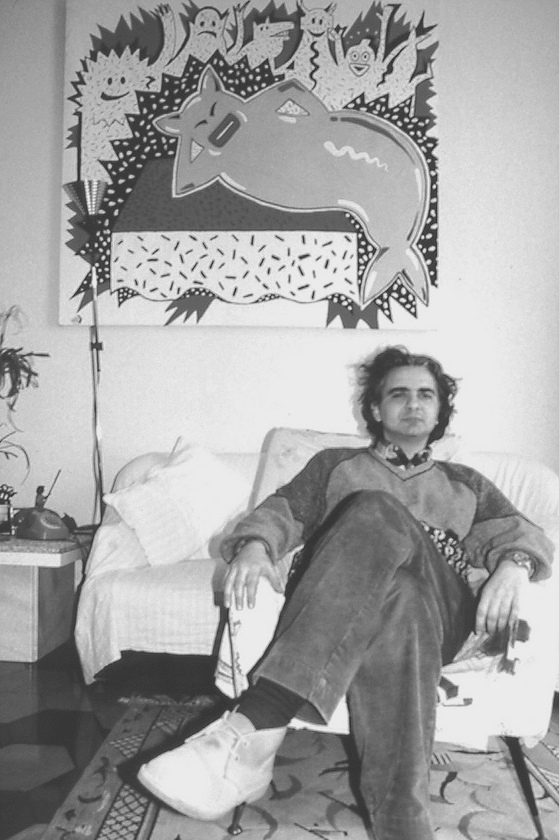
Matteo Guarnaccia nel 1992

Tra la fine dei '60 e l'inizio dei '70 espressioni fumettistiche equiparabili all'underground comix per modalità estetiche e distributive, andavano evolvendosi un po' in tutta Europa. Se in Francia nasceva la rivista satirica Charlie Hebdo, nei Paesi Bassi vi era Provo, che era l'organo di diffusione del omonimo movimento.
Se in Italia un antecedente di rivista autoptodotta poteva essere vista in Re Nudo (che nel 1975 proporrà anche il supplemento di fumetto underground King King), fu Matteo Guarnaccia che, facendo da spola tra Milano ed Amsterdam, da l'avvio alla sua Insekten Sekte tra il 1969 ed il 1970. La rivista, continuò le sue pubblicazioni fino al 1975 e vide tra i suoi collaboratori Renata Molho, Gary Stafford, Valerio Diotto, Luciano Pradella e Caterina De Gasperi. Più o meno contemporaneamente la rivista Puzz del friulano Max Capa, che uscì nell'aprile del 1971 con sottotitolo Il controgiornale di sballofumetti, muoveva i primi passi contendersi il crono-primato di rivista di fumetti underground italiana.
Nel 1974 uscì per la Angelo Quattrocchi, che pubblicava una collana dedicata all'underground comix statunitense, con titoli come Comix di Robert Crumb e Paranoia di S. Clay Wilson, diede alle stampe Falloǃ, che ad oggi è riconosciuta come la più importante antologia underground italiana dell'epoca, con fumetti di Matteo Guarnaccia, Luciano Pradella e Valerio Diotto in "storie di comuni agricole, fiabe strampalate, filastrocche urbane e racconti di viaggi". Anche Jacopo Fo ed il collettivo milanese Nuvola Rossa muovevano i primi passi proprio in quegli anni, con la Edizioni Ottaviano che pubblicò prima il libro a fumetti Se ti muovi ti Stato dello stesso Fo, e poi l'omonima rivista. Tra il '75 ed il '76 sono diverse le riviste di brevissima durata (spesso una sola uscita) di fumetto underground: Skizzo era autoprodotta dal gruppo milanese "Kapitani dello Spazio" i cui membri più noti erano Matteo Guarnaccia, Mario Camerini, Valerio Diotto e Scalpicìo, la rivista Minestrone con editore romano, che vedeva in redazione Matteo Guarnaccia, Caterina De Gasperi, Luciano Pradella e Valerio Diotto ed ancora la rivista Combinazioni, dove esordì Stefano Tamburini prima di fondare la rivista Cannibale nel 1977.